# I liga argentyńska w piłce nożnej (1960)
Mistrzem Argentyny w roku 1960 został klub Independiente, a wicemistrzem Argentyny klub River Plate.
Do drugiej ligi spadł ostatni klub w tabeli spadkowej – Newell’s Old Boys. Na jego miejsce awansował z drugiej ligi Los Andes Buenos Aires.
Do Copa Libertadores 1961 zakwalifikował się tylko mistrz Argentyny Independiente.

## Primera División

### Kolejka 1
| Data            | Mecz |
| --------------- | --- |
| 3 kwietnia 1960 | Argentinos Juniors – Independiente 3:3 Osvaldo Carceo, Mario Sciarra, Hugo O. González - Jorge A. Vázquez, Ricardo Giménez, Tomás Rolan (k) |
| 3 kwietnia 1960 | River Plate – Gimnasia y Esgrima La Plata 2:1 Ermindo Onega, Juan V. Joya - Luis Ciaccia                                                    |
| 3 kwietnia 1960 | Estudiantes La Plata – Boca Juniors 1:2 Héctor Scandoli - Antonio Rattín, Dante Lugo                                                        |
| 3 kwietnia 1960 | San Lorenzo de Almagro – Rosario Central 1:1 José F. Sanfilippo - Miguel A. Juárez                                                          |
| 3 kwietnia 1960 | Racing Club de Avellaneda – Ferro Carril Oeste 3:2 Juan J. Pizzuti (2), Rubén H. Sosa - Osvaldo Biaggio, Ernesto Juárez (k)                 |
| 3 kwietnia 1960 | Vélez Sarsfield – Atlanta Buenos Aires 1:4 Roberto Bonnano - Domingo Rodríguez (2), Walter Roque, Mario Griguol                             |
| 3 kwietnia 1960 | Newell’s Old Boys – CA Huracán 1:0 José V. Zurita                                                                                           |
| 3 kwietnia 1960 | Club Atlético Lanús – Chacarita Juniors 1:1 Manuel Blanco - Roberto Brookes                                                                 |

### Kolejka 2
| Data             | Mecz |
| ---------------- | --- |
| 10 kwietnia 1960 | Independiente – Vélez Sarsfield 2:0 Ricardo Giménez, Juan Nawacky                                                                            |
| 10 kwietnia 1960 | Chacarita Juniors – River Plate 3:0 Hernán Nonis, Carlos Diego, Mario Rodríguez                                                              |
| 10 kwietnia 1960 | Ferro Carril Oeste – Argentinos Juniors 0:3 Hugo O. González, Osvaldo Carceo, Martín Canseco                                                 |
| 10 kwietnia 1960 | CA Huracán – Racing Club de Avellaneda 1:2 Oscar Rossi - José M. Ferrero, Rubén H. Sosa                                                      |
| 10 kwietnia 1960 | Gimnasia y Esgrima La Plata – Newell’s Old Boys 4:1 Urbano Reynoso (2), Eduardo Domínguez, Eliseo Prado - Esteban Sosa                       |
| 10 kwietnia 1960 | Rosario Central – Estudiantes La Plata 3:2 Miguel A. Juárez, Indalecio López, Juan A. Castro - Horacio Reymundo, Ricardo Infante             |
| 10 kwietnia 1960 | Atlanta Buenos Aires – San Lorenzo de Almagro 2:1 Walter Roque (2) - José F. Sanfilippo mecz rozegrany został na stadionie klubu River Plate |
| 10 kwietnia 1960 | Boca Juniors – Club Atlético Lanús 5:2 Osvaldo Nardiello, Antonio Garabal (2), José F. Sasía (2) - Raúl Graziolo, Manuel Blanco              |

### Kolejka 3
| Data             | Mecz |
| ---------------- | --- |
| 17 kwietnia 1960 | Ferro Carril Oeste – Independiente 1:0 Héctor Berón |
| 17 kwietnia 1960 | Argentinos Juniors – CA Huracán 5:1 Mario Sciarra, Osvaldo Carceo (3), Hugo O. González - Juan L. Cañete                                                                                   |
| 17 kwietnia 1960 | River Plate – Boca Juniors 1:1 Paulinho de Almeida (k) - Pedro Mansilla |
| 17 kwietnia 1960 | Racing Club de Avellaneda – Gimnasia y Esgrima La Plata 5:5 Juan J. Pizzuti (2, 1k), José M. Ferrero (2), Manuel Murúa - Eliseo Prado, Urbano Reynoso (2), Luis Ciaccia, Eduardo Domínguez |
| 17 kwietnia 1960 | Newell’s Old Boys – Chacarita Juniors 2:1 Rubén H. Sosa, José V. Zurita - Carlos Diego |
| 17 kwietnia 1960 | San Lorenzo de Almagro – Vélez Sarsfield 4:2 Norberto Boggio (2), Oscar Rossi, Héctor Facundo - Miguel A. Basílico, Pedro Callá (k)                                                        |
| 17 kwietnia 1960 | Estudiantes La Plata – Atlanta Buenos Aires 2:1 Héctor Scandoli, Alberto Stork - Roberto Bellomo                                                                                           |
| 17 kwietnia 1960 | Club Atlético Lanús – Rosario Central 1:1 Manuel Blanco - Francisco Rodrigues |

### Kolejka 4
| Data             | Mecz |
| ---------------- | --- |
| 24 kwietnia 1960 | Independiente – San Lorenzo de Almagro 0:2 Norberto Boggio, José F. Sanfilippo (k)                                                                         |
| 24 kwietnia 1960 | Rosario Central – River Plate 1:1 Indalecio López - Paulinho de Almeida                                                                                    |
| 24 kwietnia 1960 | Gimnasia y Esgrima La Plata – Argentinos Juniors 1:4 Urbano Reynoso - Hugo O. González (4, 1k)                                                             |
| 24 kwietnia 1960 | Boca Juniors – Newell’s Old Boys 5:2 Juan J. Rodríguez (2), Antonio Rattín, Víctor Benítez, Dante Lugo - Esteban Sosa, Rolando Ance                        |
| 24 kwietnia 1960 | Chacarita Juniors – Racing Club de Avellaneda 2:0 Hernán Nonis, Eduardo Restivo                                                                            |
| 24 kwietnia 1960 | Vélez Sarsfield – Estudiantes La Plata 3:1 José Fernández Den, Pedro Callá (2, 1k) - Héctor Scandoli                                                       |
| 24 kwietnia 1960 | CA Huracán – Ferro Carril Oeste 1:0 Herminio González |
| 24 kwietnia 1960 | Atlanta Buenos Aires – Club Atlético Lanús 2:2 Roberto Bellomo, Norberto De Sanzo - Rafael Santos (2) mecz rozegrany został na stadionie klubu River Plate |

### Kolejka 5
| Data        | Mecz |
| ----------- | --- |
| 8 maja 1960 | CA Huracán – Independiente 1:2 Norberto Conde - Edgardo D’Ascenzo, Walter Jiménez                                                                  |
| 8 maja 1960 | Argentinos Juniors – Chacarita Juniors 2:0 Mario Sciarra, Ricardo Ramaciotti                                                                       |
| 8 maja 1960 | River Plate – Atlanta Buenos Aires 2:0 Juan C. Sarnari, Juan Joya                                                                                  |
| 8 maja 1960 | Ferro Carril Oeste – Gimnasia y Esgrima La Plata 0:0                                                                                               |
| 8 maja 1960 | Racing Club de Avellaneda – Boca Juniors 0:0 |
| 8 maja 1960 | Newell’s Old Boys – Rosario Central 5:3 José V. Zurita, Federico Sacchi (2), Esteban Sosa, Juan C. Lallana - Néstor Cardoso, Antonio Rodrigues (2) |
| 8 maja 1960 | Estudiantes La Plata – San Lorenzo de Almagro 2:2 Ricardo Infante, Victor H. Alarcón (k) - Miguel A. Ruiz, José F. Sanfilippo                      |
| 8 maja 1960 | Club Atlético Lanús – Vélez Sarsfield 1:1 José Nazionale (k) - Rafael García Fierro (k)                                                            |

### Kolejka 6
| Data         | Mecz |
| ------------ | --- |
| 15 maja 1960 | Independiente – Estudiantes La Plata 3:2 Walter Jiménez (2), Jorge Maldonado - Alberto Stork, Héctor Antonio  |
| 15 maja 1960 | Vélez Sarsfield – River Plate 0:0                                                                             |
| 15 maja 1960 | San Lorenzo de Almagro – Club Atlético Lanús 1:1 Miguel A. Ruiz - José Nazionale (k)                          |
| 15 maja 1960 | Rosario Central – Racing Club de Avellaneda 0:2 Rubén H. Sosa, José Casares                                   |
| 15 maja 1960 | Chacarita Juniors – Ferro Carril Oeste 3:0 Roberto Brookes, Eduardo Restivo (2)                               |
| 15 maja 1960 | Gimnasia y Esgrima La Plata – CA Huracán 1:3 Urbano Reynoso - Eliseo Prado s, Norberto Conde, Rudymar Machado |
| 15 maja 1960 | Atlanta Buenos Aires – Newell’s Old Boys 0:0 mecz rozegrany został na stadionie klubu River Plate             |
| 15 maja 1960 | Boca Juniors – Argentinos Juniors 0:0                                                                         |

### Kolejka 7
| Data         | Mecz |
| ------------ | --- |
| 22 maja 1960 | Gimnasia y Esgrima La Plata – Independiente 0:4 Edgardo D’Ascenzo (2), Jorge A. Vázquez (2)                      |
| 22 maja 1960 | River Plate – San Lorenzo de Almagro 3:0 Juan Joya, Norberto Menéndez, Roberto Zárate                            |
| 22 maja 1960 | Argentinos Juniors – Rosario Central 3:1 Osvaldo Carceo, Mario Sciarra, Martín Canseco - Miguel A. Juárez        |
| 22 maja 1960 | Ferro Carril Oeste – Boca Juniors 0:0                                                                            |
| 22 maja 1960 | Independiente – Atlanta Buenos Aires 5:0 Rubén H. Sosa (2), Juan J. Pizzuti (k), Vladislao Cap, Manuel Murúa (k) |
| 22 maja 1960 | CA Huracán – Chacarita Juniors 2:1 Rudymar Machado, José B. Sanez - Carlos Diego                                 |
| 22 maja 1960 | Club Atlético Lanús – Estudiantes La Plata 0:0                                                                   |
| 22 maja 1960 | Newell’s Old Boys – Vélez Sarsfield 1:2 Rodolfo Piazza s - Miguel A. Basílico, Aníbal Mosca                      |

### Kolejka 8
| Data           | Mecz |
| -------------- | --- |
| 5 czerwca 1960 | Independiente – Club Atlético Lanús 3:2 Edgardo D’Ascenzo, Alcides Silveira (2) - Antonio Ayunta, Eduardo Curia mecz rozegrany został na stadionie klubu Racing Club de Avellaneda |
| 5 czerwca 1960 | Boca Juniors – CA Huracán 2:2 José F. Sasía, Paulo Valentim - Norberto Conde, Néstor Rossi                                                                                         |
| 5 czerwca 1960 | Estudiantes La Plata – River Plate 2:1 Ricardo Infante (2) - Roberto Zárate |
| 5 czerwca 1960 | Vélez Sarsfield – Racing Club de Avellaneda 1:1 Miguel A. Basílico - Raúl O. Belén                                                                                                 |
| 5 czerwca 1960 | San Lorenzo de Almagro – Newell’s Old Boys 2:0 Héctor Facundo, José F. Sanfilippo (k)                                                                                              |
| 5 czerwca 1960 | Chacarita Juniors – Gimnasia y Esgrima La Plata 2:2 Horacio Panelo (2, 1k) - Luis Ciaccia, Eduardo Domínguez                                                                       |
| 5 czerwca 1960 | Rosario Central – Ferro Carril Oeste 4:1 Miguel A. Juárez, Juan A. Castro (3, 1k) - Héctor Berón                                                                                   |
| 5 czerwca 1960 | Atlanta Buenos Aires – Argentinos Juniors 1:3 Osvaldo Güenzatti - Osvaldo Carceo, Juan C. Valentino, Mario Sciarra                                                                 |

### Kolejka 9
| Data            | Mecz |
| --------------- | --- |
| 12 czerwca 1960 | Chacarita Juniors – Independiente 1:1 Mario Rodríguez - Edgardo D’Ascenzo                                                         |
| 12 czerwca 1960 | Gimnasia y Esgrima La Plata – Boca Juniors 0:2 Ernesto Grillo, Raúl Pérez                                                         |
| 12 czerwca 1960 | Racing Club de Avellaneda – San Lorenzo de Almagro 2:1 Rubén H. Sosa, Juan J. Pizzuti - Oscar Rossi                               |
| 12 czerwca 1960 | River Plate – Club Atlético Lanús 2:2 Juan C. Sarnari, Juan Joya - Jorge Dávila (2)                                               |
| 12 czerwca 1960 | Ferro Carril Oeste – Atlanta Buenos Aires 2:0 Felipe Ribaudo, Rodolfo Betinotti s                                                 |
| 12 czerwca 1960 | CA Huracán – Rosario Central 6:1 Norberto Conde (2), Osvaldo Crosta (3), Rudymar Machado - Miguel A. Juárez                       |
| 12 czerwca 1960 | Argentinos Juniors – Vélez Sarsfield 2:0 Martín Pando, Osvaldo Carceo                                                             |
| 13 czerwca 1960 | Newell’s Old Boys – Estudiantes La Plata 5:2 Juan C. Lallana (2), Esteban Sosa, Rubén Muñoz, ? - Héctor Scandoli, Mario Desiderio |

### Kolejka 10
| Data            | Mecz |
| --------------- | --- |
| 19 czerwca 1960 | Estudiantes La Plata – Racing Club de Avellaneda 2:1 Ricardo Infante, Víctor H. Alarcón (k) - Juan J. Pizzuti                                |
| 19 czerwca 1960 | Rosario Central – Gimnasia y Esgrima La Plata 1:4 Miguel A. Juárez - Guillermo Roletto, Eduardo Domínguez (2), Eliseo Prado                  |
| 19 czerwca 1960 | Vélez Sarsfield – Ferro Carril Oeste 3:3 Francisco Devita s, Aníbal Mosca, Pedro Callá - Juan C. Rodríguez, Felipe Ribaudo, Raúl D. González |
| 19 czerwca 1960 | Club Atlético Lanús – Newell’s Old Boys 1:0 Eduardo Curia                                                                                    |
| 19 czerwca 1960 | Independiente – River Plate 1:0 Jorge A. Vázquez mecz rozegrany został na stadionie klubu Racing Club de Avellaneda                          |
| 19 czerwca 1960 | San Lorenzo de Almagro – Argentinos Juniors 6:3 José F. Sanfilippo (4, 1k), Félix Leeb, Modesto Benítez - Hugo O. González (2), Martín Pando |
| 19 czerwca 1960 | Boca Juniors – Chacarita Juniors 5:0 Osvaldo Nardiello (2, 1k), Ernesto Grillo, Juan J. Rodríguez (2)                                        |
| 19 czerwca 1960 | CA Huracán – CA Huracán 3:2 Luis Artime (2), Norberto De Sanzo - Osvaldo Crosta, Norberto Conde                                              |

### Kolejka 11
| Data            | Mecz |
| --------------- | --- |
| 26 czerwca 1960 | Boca Juniors – Independiente 0:1 Walter Jiménez                                                                                      |
| 26 czerwca 1960 | Argentinos Juniors – Estudiantes La Plata 4:2 Osvaldo Carceo (2), Martín Canseco, Hugo O. González - Héctor Antonio, Héctor Scandoli |
| 26 czerwca 1960 | Newell’s Old Boys – River Plate 3:0 Carlos R. Sánchez, Alfredo Pérez s, Juan C. Lallana                                              |
| 26 czerwca 1960 | Racing Club de Avellaneda – Club Atlético Lanús 0:0                                                                                  |
| 26 czerwca 1960 | Ferro Carril Oeste – San Lorenzo de Almagro 1:5 Raúl D. González - José F. Sanfilippo (3), Oscar Rossi (2)                           |
| 26 czerwca 1960 | CA Huracán – Vélez Sarsfield 2:1 Rudymar Machado, Osvaldo Crosta - Pedro Callá                                                       |
| 26 czerwca 1960 | Chacarita Juniors – Rosario Central 3:1 Mario Rodríguez (2), Eduardo Restivo - Juan A. Castro                                        |
| 26 czerwca 1960 | Gimnasia y Esgrima La Plata – Atlanta Buenos Aires 2:2 Urbano Reynoso (2) - Luis Artime, Domingo Rodríguez                           |

### Kolejka 12
| Data          | Mecz |
| ------------- | --- |
| 26 lipca 1960 | Independiente – Newell’s Old Boys 2:0 Walter Jiménez, Jorge A. Vázquez mecz rozegrany został na stadionie klubu Racing Club de Avellaneda         |
| 26 lipca 1960 | Club Atlético Lanús – Argentinos Juniors 1:2 Roque Castro - Martín Pando, Martín Canseco                                                          |
| 26 lipca 1960 | River Plate – Racing Club de Avellaneda 1:2 Roberto Zárate - Oreste Corbatta (k), Raúl O. Belén                                                   |
| 26 lipca 1960 | Estudiantes La Plata – Ferro Carril Oeste 2:0 Ricardo Infante, Héctor Scandoli                                                                    |
| 26 lipca 1960 | Atlanta Buenos Aires – Chacarita Juniors 2:5 Luis Artime, Julio Nuin (k) - Osvaldo Tornesi, Mario Rodríguez, Eduardo Restivo (2), Roberto Brookes |
| 26 lipca 1960 | San Lorenzo de Almagro – CA Huracán 2:0 José F. Sanfilippo, Félix Leeb                                                                            |
| 26 lipca 1960 | Vélez Sarsfield – Gimnasia y Esgrima La Plata 1:0 Pedro Callá (k)                                                                                 |
| 26 lipca 1960 | Rosario Central – Boca Juniors 3:1 Juan A. Castro, Antonio Rodrigues, César Menotti - Raúl Pérez                                                  |

### Kolejka 13
| Data            | Mecz |
| --------------- | --- |
| 7 sierpnia 1960 | Rosario Central – Independiente 2:2 Francisco Rodrigues, Juan A. Castro - Edgardo D’Ascenzo (2)                                  |
| 7 sierpnia 1960 | Argentinos Juniors – River Plate 0:1 Juan C. Sarnari                                                                             |
| 7 sierpnia 1960 | CA Huracán – Estudiantes La Plata 2:1 Norberto Conde, Perfecto Rodríguez - Héctor Scandoli                                       |
| 7 sierpnia 1960 | Ferro Carril Oeste – Club Atlético Lanús 2:0 Héctor Berón, Osvaldo Ferrari (k)                                                   |
| 7 sierpnia 1960 | Boca Juniors – Atlanta Buenos Aires 4:4 Paulo Valentim (2), Antonio Rattín, Ernesto Grillo - Oscar Clariá, Luis Artime (3)       |
| 7 sierpnia 1960 | Gimnasia y Esgrima La Plata – San Lorenzo de Almagro 3:1 Urbano Reynoso (2, 1k), Eduardo Domínguez - José F. Sanfilippo (k)      |
| 7 sierpnia 1960 | Racing Club de Avellaneda – Newell’s Old Boys 5:2 Juan J. Pizzuti (3), Oreste Corbatta (2, 1k) - Anacleto Peano, Juan C. Lallana |
| 7 sierpnia 1960 | Chacarita Juniors – Vélez Sarsfield 1:3 Eduardo Restivo - Pedro Callá (2, 1k), Aníbal Mosca                                      |

### Kolejka 14
| Data             | Mecz |
| ---------------- | --- |
| 14 sierpnia 1960 | Independiente – Racing Club de Avellaneda 3:3 Edgardo D’Ascenzo (3) - Pedro Mansilla, Rubén H. Sosa, Oreste Corbatta (k) mecz rozegrany został na stadionie klubu CA Huracán |
| 14 sierpnia 1960 | Newell’s Old Boys – Argentinos Juniors 1:1 Juan C. Lallana - Ricardo Ramaciotti (k)                                                                                          |
| 14 sierpnia 1960 | River Plate – Ferro Carril Oeste 3:0 Oscar Gómez Sánchez, Juan C. Sarnari (2)                                                                                                |
| 14 sierpnia 1960 | Vélez Sarsfield – Boca Juniors 1:1 Aníbal Mosca - Paulo Valentim |
| 14 sierpnia 1960 | Estudiantes La Plata – Gimnasia y Esgrima La Plata 0:2 Eduardo Domínguez, Urbano Reynoso                                                                                     |
| 14 sierpnia 1960 | San Lorenzo de Almagro – Chacarita Juniors 2:2 Norberto Boggio, Oscar Rossi - Mario Rodríguez, Roberto Brookes                                                               |
| 14 sierpnia 1960 | Club Atlético Lanús – CA Huracán 1:1 José Nazionale (k) - Norberto Conde (k)                                                                                                 |
| 14 sierpnia 1960 | Atlanta Buenos Aires – Rosario Central 0:2 Juan A. Castro (2) |

### Kolejka 15
| Data             | Mecz |
| ---------------- | --- |
| 21 sierpnia 1960 | Independiente – Atlanta Buenos Aires 2:0 Edgardo D’Ascenzo, Vladas Douskas mecz rozegrany został na stadionie klubu Racing Club de Avellaneda |
| 21 sierpnia 1960 | CA Huracán – River Plate 0:0 |
| 21 sierpnia 1960 | Argentinos Juniors – Racing Club de Avellaneda 1:1 Mario Sciarra - Pedro Mansilla                                                             |
| 21 sierpnia 1960 | Ferro Carril Oeste – Newell’s Old Boys 2:0 Raúl D. González (2)                                                                               |
| 21 sierpnia 1960 | Rosario Central – Vélez Sarsfield 2:2 Juan A. Castro, Francisco Rodrigues - Pedro Callá (k), Miguel A. Basílico                               |
| 21 sierpnia 1960 | Chacarita Juniors – Estudiantes La Plata 1:2 Domingo Scatolini - Alberto Stork, Roberto Pegnotti s                                            |
| 21 sierpnia 1960 | Gimnasia y Esgrima La Plata – Club Atlético Lanús 7:2 Urbano Reynoso (2), Eduardo Domínguez (4), Luis Ciaccia - Manuel Blanco (2)             |
| 21 sierpnia 1960 | Boca Juniors – San Lorenzo de Almagro 3:3 Ernesto Grillo, José Yudica (2) - José F. Sanfilippo, Oscar Rossi, Norberto Boggio                  |

### Kolejka 16
| Data             | Mecz |
| ---------------- | --- |
| 28 sierpnia 1960 | Independiente – Argentinos Juniors 0:4 Mario Sciarra (2), Hugo O. González (2) mecz rozegrany został na stadionie klubu Racing Club de Avellaneda |
| 28 sierpnia 1960 | Gimnasia y Esgrima La Plata – River Plate 0:1 Norberto Menéndez                                                                                   |
| 28 sierpnia 1960 | Boca Juniors – Estudiantes La Plata 4:1 Paulo Valentim, Juan J. Rodríguez, José Yudica, Miguel A. Rodríguez - Héctor Antonio                      |
| 28 sierpnia 1960 | Rosario Central – San Lorenzo de Almagro 0:0 |
| 28 sierpnia 1960 | Chacarita Juniors – Club Atlético Lanús 0:4 Raúl Graziolo, Manuel Blanco, Antonio Ayunta (2)                                                      |
| 28 sierpnia 1960 | CA Huracán – Newell’s Old Boys 1:1 Rudymar Machado - Juan C. Carotti                                                                              |
| 28 sierpnia 1960 | Atlanta Buenos Aires – Vélez Sarsfield 1:1 Armando Mareque s - Miguel A. Basílico                                                                 |
| 28 sierpnia 1960 | Ferro Carril Oeste – Racing Club de Avellaneda 1:2 Juan C. Rodríguez - Rubén H. Sosa, Raúl O. Belén                                               |

### Kolejka 17
| Data            | Mecz                                                                                                |
| --------------- | --------------------------------------------------------------------------------------------------- |
| 4 września 1960 | Vélez Sarsfield – Independiente 3:1 Pedro Callá (2, 1k), Miguel A. Basílico - Edgardo D’Ascenzo (k) |
| 4 września 1960 | Argentinos Juniors – Ferro Carril Oeste 1:1 Hugo O. González - Raúl Vasallo                         |
| 4 września 1960 | Club Atlético Lanús – Boca Juniors 1:3 Bernabé Carranza - Paulo Valentim (2, 1k), José Yudica       |
| 4 września 1960 | River Plate – Chacarita Juniors 0:0                                                                 |
| 4 września 1960 | San Lorenzo de Almagro – Atlanta Buenos Aires 1:1 Oscar Clariá - Julio Nuin (k)                     |
| 4 września 1960 | Racing Club de Avellaneda – CA Huracán 2:2 Rubén H. Sosa (2) - Norberto Conde (k), Juan Larrea      |
| 4 września 1960 | Estudiantes La Plata – Rosario Central 1:2 Héctor Antonio - Antonio Rodrigues, Juan A. Castro       |
| 4 września 1960 | Newell’s Old Boys – Gimnasia y Esgrima La Plata 1:1 Juan C. Carotti - Urbano Reynoso (k)            |

### Kolejka 18
| Data             | Mecz |
| ---------------- | --- |
| 11 września 1960 | Independiente – Ferro Carril Oeste 2:0 Jorge A. Vázquez, Walter Jiménez mecz rozegrany został na stadionie klubu Racing Club de Avellaneda |
| 11 września 1960 | Boca Juniors – River Plate 3:1 Paulo Valentim (2), José Yudica - Norberto Menéndez                                                         |
| 11 września 1960 | CA Huracán – Argentinos Juniors 0:0 |
| 11 września 1960 | Gimnasia y Esgrima La Plata – Racing Club de Avellaneda 1:1 Urbano Reynoso - Rubén H. Sosa                                                 |
| 11 września 1960 | Vélez Sarsfield – San Lorenzo de Almagro 1:0 Pedro Callá                                                                                   |
| 11 września 1960 | Rosario Central – Club Atlético Lanús 1:0 César Menotti                                                                                    |
| 11 września 1960 | Atlanta Buenos Aires – Estudiantes La Plata 1:1 Mario Griguol - Víctor H. Alarcón (k)                                                      |
| 11 września 1960 | Chacarita Juniors – Newell’s Old Boys 5:1 Roberto Brookes, Carlos Diego (3, 2k), Mario Rodríguez - Federico Sacchi (k)                     |

### Kolejka 19
| Data             | Mecz |
| ---------------- | --- |
| 18 września 1960 | San Lorenzo de Almagro – Independiente 0:1 Edgardo D’Ascenzo                                                                                 |
| 18 września 1960 | River Plate – Rosario Central 2:0 Ermindo Onega, Norberto Menéndez                                                                           |
| 18 września 1960 | Argentinos Juniors – Gimnasia y Esgrima La Plata 1:1 Juan C. Valentino (k) - Eliseo Prado                                                    |
| 18 września 1960 | Racing Club de Avellaneda – Chacarita Juniors 4:0 Pedro Mansilla, Rubén H. Sosa (2), Juan J. Pizzuti                                         |
| 18 września 1960 | Newell’s Old Boys – Boca Juniors 2:2 Nelson Monzón, Juan C. Lallana - Juan J. Rodríguez, José Yudica                                         |
| 18 września 1960 | Ferro Carril Oeste – CA Huracán 2:4 Ernesto Juárez, Vicente Gambardella - Emilio Melón, José R. Herrera, Osvaldo Crosta, Carlos A. Arredondo |
| 18 września 1960 | Estudiantes La Plata – Vélez Sarsfield 1:1 Ricardo Infante - Marcelo López Espinosa                                                          |
| 18 września 1960 | Club Atlético Lanús – Atlanta Buenos Aires 1:3 Rubén Bertulessi (k) - Luis Artime, Roberto Bellomo, Julio Nuin (k)                           |

### Kolejka 20
| Data             | Mecz |
| ---------------- | --- |
| 25 września 1960 | Independiente – CA Huracán 1:0 Walter Jiménez mecz rozegrany został na stadionie klubu Racing Club de Avellaneda                                  |
| 25 września 1960 | Atlanta Buenos Aires – River Plate 1:2 Luis Artime - Juan Joya, Ermindo Onega                                                                     |
| 25 września 1960 | Chacarita Juniors – Argentinos Juniors 4:1 Roberto Brookes, Eduardo Restivo (2), Roberto Moreno - Osvaldo Carceo                                  |
| 25 września 1960 | Boca Juniors – Racing Club de Avellaneda 1:0 Antonio Rattín                                                                                       |
| 25 września 1960 | Rosario Central – Newell’s Old Boys 4:1 Juan A. Castro, Francisco Rodrigues (k), Antonio Rodrigues, Marcelo Pagani - Rubén Muñoz                  |
| 25 września 1960 | San Lorenzo de Almagro – Estudiantes La Plata 8:1 Miguel A. Ruiz (3), José F. Sanfilippo (3, 1k), Oscar Rossi, Héctor Facundo - Felipe Bracamonte |
| 25 września 1960 | Gimnasia y Esgrima La Plata – Ferro Carril Oeste 2:0 Héctor Arrambide, Urbano Reynoso                                                             |
| 25 września 1960 | Vélez Sarsfield – Club Atlético Lanús 3:1 José Fernández Den, Miguel A. Basílico, Pedro Callá - Raúl Graziolo                                     |

### Kolejka 21
| Data                | Mecz |
| ------------------- | --- |
| 2 października 1960 | Estudiantes La Plata – Independiente 2:2 Ricardo Infante, Víctor H. Alarcón (k) - José M. Silvero s, Edgardo D’Ascenzo (k)                                                     |
| 2 października 1960 | River Plate – Vélez Sarsfield 3:1 Roberto Zárate (k), Ermindo Onega (2) - Aníbal Mosca                                                                                         |
| 2 października 1960 | Argentinos Juniors – Boca Juniors 2:0 Juan C. Valentino (k), Hugo O. González                                                                                                  |
| 2 października 1960 | Club Atlético Lanús – San Lorenzo de Almagro 1:2 Héctor E. Ortega - Miguel A. Ruiz (2)                                                                                         |
| 2 października 1960 | Racing Club de Avellaneda – Rosario Central 11:3 Rubén H. Sosa (4), Juan J. Pizzuti (2), Oreste Corbatta (3, 2k), Pedro Mansilla (2) - Juan A. Lombardi, Antonio Rodrigues (2) |
| 2 października 1960 | Ferro Carril Oeste – Chacarita Juniors 1:1 Héctor Berón - Carlos Diego (k) |
| 2 października 1960 | CA Huracán – Gimnasia y Esgrima La Plata 7:0 Osvaldo Crosta, Rudymar Machado, José R. Herrera (4, 1k), Carlos A. Arredondo                                                     |
| 2 października 1960 | Newell’s Old Boys – Atlanta Buenos Aires 1:3 Juan C. Lallana - Mario Griguol (2), Osvaldo Biaggio                                                                              |

### Kolejka 22
| Data                 | Mecz |
| -------------------- | --- |
| 16 października 1960 | Independiente – Gimnasia y Esgrima La Plata 2:0 Walter Jiménez, Vladas Douskas mecz rozegrany został na stadionie klubu Racing Club de Avellaneda                 |
| 16 października 1960 | San Lorenzo de Almagro – River Plate 1:2 José F. Sanfilippo - Juan Joya, Roberto Zárate                                                                           |
| 16 października 1960 | Chacarita Juniors – CA Huracán 2:1 Eduardo Restivo (2) - Perfecto Rodríguez                                                                                       |
| 16 października 1960 | Rosario Central – Argentinos Juniors 3:3 Antonio Rodrigues, Miguel A. Juárez, Francisco Rodrigues (k) - Martín Pando, Osvaldo Carceo (2)                          |
| 16 października 1960 | Atlanta Buenos Aires – Racing Club de Avellaneda 4:3 Julio Nuin (k), Luis Artime (3) - Raúl O. Belén, Pedro Mansilla, Oreste Corbatta                             |
| 16 października 1960 | Boca Juniors – Ferro Carril Oeste 4:0 José Yudica, Miguel Ángel Rodríguez, Ernesto Grillo, Alberto Mogaburu s mecz rozegrany został na stadionie klubu CA Huracán |
| 16 października 1960 | Estudiantes La Plata – Club Atlético Lanús 3:2 Héctor Zapa, Héctor Antonio (2) - Rafael Santos (2)                                                                |
| 16 października 1960 | Vélez Sarsfield – Newell’s Old Boys 1:0 Pedro Callá |

### Kolejka 23
| Data                 | Mecz |
| -------------------- | --- |
| 23 października 1960 | Club Atlético Lanús – Independiente 1:2 Juan C. Godoy - Tomás Rolan, Edgardo D’Ascenzo                                                         |
| 23 października 1960 | Argentinos Juniors – Atlanta Buenos Aires 3:2 Osvaldo Carceo, Martín Pando, ? - Osvaldo Biaggio, Luis Artime                                   |
| 23 października 1960 | Racing Club de Avellaneda – Vélez Sarsfield 2:3 Rubén H. Sosa, Pedro Mansilla - José Fernández Den, Marcelo López Espinosa, Pedro Callá        |
| 23 października 1960 | Ferro Carril Oeste – Rosario Central 2:2 Raúl D. González, Héctor Berón - Francisco Rodrigues (2, 1k)                                          |
| 23 października 1960 | River Plate – Estudiantes La Plata 3:1 Ermindo Onega, José A. Gutiérrez s, Roberto Zárate - Roberto Zárate                                     |
| 23 października 1960 | Newell’s Old Boys – San Lorenzo de Almagro 1:5 José V. Zurita - Norberto Boggio, Héctor Facundo, José F. Sanfilippo (2), Félix Leeb            |
| 23 października 1960 | Gimnasia y Esgrima La Plata – Chacarita Juniors 5:1 Osvaldo Caro s, Eliseo Prado, José R. Vázquez s, Luis Ciaccia, Urbano Reynoso - Raúl Savoy |
| 25 października 1960 | CA Huracán – Boca Juniors 1:1 Antonio Rattín s - Ernesto Grillo                                                                                |

### Kolejka 24
| Data                 | Mecz |
| -------------------- | --- |
| 29 października 1960 | Independiente – Chacarita Juniors 1:1 Tomás Rolan - Roberto Brookes mecz rozegrany został na stadionie klubu Racing Club de Avellaneda |
| 29 października 1960 | Club Atlético Lanús – River Plate 1:1 Rafael Santos - Ermindo Onega                                                                    |
| 29 października 1960 | San Lorenzo de Almagro – Racing Club de Avellaneda 2:1 Miguel A. Ruiz, Oscar Rossi - Oreste Corbatta                                   |
| 29 października 1960 | Boca Juniors – Gimnasia y Esgrima La Plata 1:0 José Yudica mecz rozegrany został na stadionie klubu River Plate                        |
| 29 października 1960 | Rosario Central – CA Huracán 5:1 Francisco Rodrigues, Juan A. Castro (2), Miguel A. Juárez (2) - Norberto Conde                        |
| 29 października 1960 | Estudiantes La Plata – Newell’s Old Boys 2:1 Ricardo Infante, Víctor H. Alarcón (k) - Juan C. Lallana                                  |
| 29 października 1960 | Atlanta Buenos Aires – Ferro Carril Oeste 1:1 Mario Griguol - Francisco Devita                                                         |
| 29 października 1960 | Vélez Sarsfield – Argentinos Juniors 2:3 Miguel A. Basílico, Marcelo López Espinosa - Hugo O. González (2), Mario Sciarra              |

### Kolejka 25
| Data             | Mecz |
| ---------------- | --- |
| 1 listopada 1960 | River Plate – Independiente 3:0 Ermindo Onega (2), Norberto Menéndez                                                                          |
| 1 listopada 1960 | Chacarita Juniors – Boca Juniors 1:1 Carlos Diego (k) - Osvaldo Nardiello                                                                     |
| 1 listopada 1960 | Argentinos Juniors – San Lorenzo de Almagro 3:3 Mario Canseco, Juan C. Valentino (k), Osvaldo Carceo - Miguel A. Ruiz, José F. Sanfilippo (2) |
| 1 listopada 1960 | Newell’s Old Boys – Club Atlético Lanús 3:0 Juan C. Lallana (2), Rubén Merighi                                                                |
| 1 listopada 1960 | Gimnasia y Esgrima La Plata – Rosario Central 2:3 Eduardo Domínguez, Héctor Arrambide - César Menotti, Antonio Arena s, Francisco Rodrigues   |
| 1 listopada 1960 | Ferro Carril Oeste – Vélez Sarsfield 3:1 Ernesto Juárez, Héctor Berón (2) - Pedro Calla (k)                                                   |
| 1 listopada 1960 | Racing Club de Avellaneda – Estudiantes La Plata 4:1 Pedro Mansilla (2), Juan J. Pizzuti, Oreste Corbatta (k) - Jacinto Merayo                |
| 1 listopada 1960 | CA Huracán – Atlanta Buenos Aires 1:1 Rudymar Machado - Mario Griguol                                                                         |

### Kolejka 26
| Data             | Mecz |
| ---------------- | --- |
| 6 listopada 1960 | Independiente – Boca Juniors 2:0 Walter Jiménez, Vladas Douskas mecz rozegrany został na stadionie klubu Racing Club de Avellaneda            |
| 6 listopada 1960 | Estudiantes La Plata – Argentinos Juniors 1:4 Ricardo Infante - Osvaldo Carceo, Hugo O. González, Martín Pando, José L. Luna                  |
| 6 listopada 1960 | Club Atlético Lanús – Racing Club de Avellaneda 2:1 Rafael Santos (2) - Oreste Corbatta                                                       |
| 6 listopada 1960 | River Plate – Newell’s Old Boys 2:1 Roberto Zárate (k), Norberto Menéndez - Juan C. Carotti                                                   |
| 6 listopada 1960 | San Lorenzo de Almagro – Ferro Carril Oeste 6:1 Oscar Rossi, Héctor Facundo, José F. Sanfilippo (3), Miguel A. Ruiz - Ernesto Juárez          |
| 6 listopada 1960 | Rosario Central – Chacarita Juniors 2:1 Miguel A. Juárez, Francisco Rodrigues (k) - Roberto Brookes                                           |
| 6 listopada 1960 | Vélez Sarsfield – CA Huracán 1:0 Aníbal Mosca                                                                                                 |
| 6 listopada 1960 | Atlanta Buenos Aires – Gimnasia y Esgrima La Plata 6:2 Luis Artime (2), Walter Roque, Osvaldo Biaggio, Julio Nuin (k), ? - Urbano Reynoso (2) |

### Kolejka 27
| Data              | Mecz |
| ----------------- | --- |
| 11 listopada 1960 | CA Huracán – San Lorenzo de Almagro 2:4 Carlos A. Arredondo (k), Oscar Villano - José F. Sanfilippo (3), Oscar Rossi      |
| 12 listopada 1960 | Newell’s Old Boys – Independiente 1:3 Federico Sacchi (k) - Tomás Rolan (2), Orlando Garro                                |
| 12 listopada 1960 | Racing Club de Avellaneda – River Plate 3:1 Rubén H. Sosa (2), Pedro Mansilla - Roberto Zárate                            |
| 12 listopada 1960 | Argentinos Juniors – Club Atlético Lanús 1:3 Martín Pando - Manuel Blanco, Rafael Santos, Juan C. Godoy                   |
| 12 listopada 1960 | Gimnasia y Esgrima La Plata – Vélez Sarsfield 1:0 Eliseo Prado                                                            |
| 12 listopada 1960 | Boca Juniors – Rosario Central 3:0 Osvaldo Nardiello, José Yudica (2) mecz rozegrany został na stadionie klubu CA Huracán |
| 12 listopada 1960 | Ferro Carril Oeste – Estudiantes La Plata 1:2 Héctor Berón - Héctor Antonio, Héctor Scandoli                              |
| 12 listopada 1960 | Chacarita Juniors – Atlanta Buenos Aires 1:1 Raúl Savoy - Mario Griguol                                                   |

### Kolejka 28
| Data              | Mecz |
| ----------------- | --- |
| 16 listopada 1960 | Newell’s Old Boys – Racing Club de Avellaneda 0:2 Juan J. Pizzuti, Oreste Corbatta                                                        |
| 16 listopada 1960 | Club Atlético Lanús – Ferro Carril Oeste 0:0                                                                                              |
| 16 listopada 1960 | San Lorenzo de Almagro – Gimnasia y Esgrima La Plata 2:0 José F. Sanfilippo (2)                                                           |
| 16 listopada 1960 | Vélez Sarsfield – Chacarita Juniors 1:1 Pedro Callá - Eduardo Restivo                                                                     |
| 17 listopada 1960 | Estudiantes La Plata – CA Huracán 1:2 Héctor Scandoli - Emilio Melón, Rudymar Machado                                                     |
| 17 listopada 1960 | River Plate – Argentinos Juniors 5:1 Roberto Zárate (2), Paulinho de Almeida, Norberto Menéndez, Ermindo Onega - Osvaldo Carceo           |
| 17 listopada 1960 | Independiente – Rosario Central 3:0 Orlando Garro (2), Ricardo Giménez mecz rozegrany został na stadionie klubu Racing Club de Avellaneda |
| 17 listopada 1960 | Atlanta Buenos Aires – Boca Juniors 1:2 Osvaldo Biaggio - Paulo Valentim (k), Ernesto Grillo                                              |

### Kolejka 29
| Data              | Mecz |
| ----------------- | --- |
| 19 listopada 1960 | Rosario Central – Atlanta Buenos Aires 1:1 César Menotti - Oscar Clariá                                                                                 |
| 20 listopada 1960 | Racing Club de Avellaneda – Independiente 0:0 |
| 20 listopada 1960 | Boca Juniors – Vélez Sarsfield 1:2 Víctor Benítez - Miguel A. Basílico, Roberto Bonnano mecz rozegrany został na stadionie klubu San Lorenzo de Almagro |
| 20 listopada 1960 | Argentinos Juniors – Newell’s Old Boys 4:0 Martín Pando, Mario Sciarra, Osvaldo Carceo (2)                                                              |
| 20 listopada 1960 | Ferro Carril Oeste – River Plate 0:2 Ermindo Onega, Roberto Zárate                                                                                      |
| 20 listopada 1960 | Chacarita Juniors – San Lorenzo de Almagro 4:2 Raúl Savoy, Osvaldo Tornesi, Eduardo Restivo (2) - José F. Sanfilippo, Norberto Boggio                   |
| 20 listopada 1960 | Gimnasia y Esgrima La Plata – Estudiantes La Plata 2:0 Eduardo Domínguez (2)                                                                            |
| 20 listopada 1960 | CA Huracán – Club Atlético Lanús 2:0 Rudymar Machado, Emilio Melón                                                                                      |

### Kolejka 30
| Data              | Mecz |
| ----------------- | --- |
| 26 listopada 1960 | Estudiantes La Plata – Chacarita Juniors 3:2 Rubén Koroch (2), Felipe Bracamonte - Carlos Diego, Raúl Savoy |
| 27 listopada 1960 | Atlanta Buenos Aires – Independiente 1:0 (0:0) Widzowie: 23 000 Sędzia: Aurelio Domingo Bossolino. Bramki: 1:0 Juan Asprela 75 Club Atlético Atlanta: Néstor Martín Errea – Oscar Alejo Clariá, Julio Alberto Nuin, Miguel Ricardo Vignale, Carlos Timoteo Griguol, Rodolfo Carlos Betinotti; Mario Griguol, Osvaldo Lorenzo Biaggio, Juan Asprela, Alberto Mario González, Walter José Roque. CA Independiente: Osvaldo Rubén Toriani – Rubén Marino Navarro, Tomás Rolan, Roberto Oscar Ferreiro, Jorge Alberto Maldonado, Alcides Vicente Silveira; Orlando Vicente Garro, Vladas Douksas, Walter Antonio Jiménez, Edgardo Jorge D'Ascenzo, Ricardo Giménez. |
| 27 listopada 1960 | Vélez Sarsfield – Rosario Central 6:3 Roberto Bonnano (2), Marcelo López Espinosa (2), Aníbal Mosca, Pedro Callá (k) - Marcelo Pagani, César Menotti, Alejo Medina |
| 27 listopada 1960 | San Lorenzo de Almagro – Boca Juniors 2:1 José F. Sanfilippo (2) - Paulo Valentim |
| 27 listopada 1960 | Racing Club de Avellaneda – Argentinos Juniors 4:1 Rubén Sosa, Pedro Mansilla, Oreste Corbatta (2) - Osvaldo Carceo |
| 27 listopada 1960 | Newell’s Old Boys – Ferro Carril Oeste 1:1 Rubén Muñoz - Felipe Ribaudo |
| 27 listopada 1960 | River Plate – CA Huracán 1:0 Paulinho de Almeida |
| 27 listopada 1960 | Club Atlético Lanús – Gimnasia y Esgrima La Plata 4:1 Antonio Arena s, Juan C. Godoy (2), Raúl Graziolo - Guillermo Roletto |

### Końcowa tabela sezonu 1960
| Poz | Klub                        | Mecze | Zw | Rem | Por | Pkt | BrZd | BrStr |
| --- | --------------------------- | ----- | -- | --- | --- | --- | ---- | ----- |
| 1   | Independiente               | 30    | 17 | 7   | 6   | 41  | 49   | 33    |
| 2   | River Plate                 | 30    | 16 | 7   | 7   | 39  | 46   | 29    |
| 3   | Argentinos Juniors          | 30    | 15 | 9   | 6   | 39  | 68   | 48    |
| 4   | Racing Club de Avellaneda   | 30    | 14 | 9   | 7   | 37  | 72   | 43    |
| 5   | Boca Juniors                | 30    | 13 | 11  | 6   | 37  | 58   | 36    |
| 6   | San Lorenzo de Almagro      | 30    | 14 | 8   | 8   | 36  | 71   | 45    |
| 7   | CA Vélez Sarsfield          | 30    | 12 | 9   | 9   | 33  | 48   | 46    |
| 8   | Rosario Central             | 30    | 10 | 9   | 11  | 29  | 55   | 71    |
| 9   | Chacarita Juniors           | 30    | 9  | 10  | 11  | 28  | 50   | 53    |
| 10  | CA Huracán                  | 30    | 10 | 8   | 12  | 28  | 48   | 45    |
| 11  | Atlanta Buenos Aires        | 30    | 8  | 11  | 11  | 27  | 49   | 56    |
| 12  | Gimnasia y Esgrima La Plata | 30    | 9  | 7   | 14  | 25  | 50   | 60    |
| 13  | Estudiantes La Plata        | 30    | 9  | 5   | 16  | 23  | 44   | 69    |
| 14  | Club Atlético Lanús         | 30    | 5  | 11  | 14  | 21  | 38   | 54    |
| 15  | Ferro Carril Oeste          | 30    | 5  | 9   | 16  | 19  | 28   | 58    |
| 16  | Newell’s Old Boys           | 30    | 6  | 6   | 18  | 18  | 38   | 66    |

### Tablica spadkowa na koniec sezonu 1960
Tabela spadkowa zadecydowała o tym, które kluby spadną do drugiej ligi. O kolejności decydowała średnia liczba punktów zdobyta w pierwszej lidze w ostatnich trzech sezonach w przeliczeniu na jeden rozegrany sezon.
| Poz | Klub                        | 1958 | 1959 | 1960 | Średnia |
| --- | --------------------------- | ---- | ---- | ---- | ------- |
| 1   | San Lorenzo de Almagro      | 38   | 45   | 36   | 39.67   |
| 2   | Racing Club de Avellaneda   | 41   | 38   | 37   | 38.67   |
| 3   | Independiente               | 33   | 33   | 41   | 35.67   |
| 4   | River Plate                 | 35   | 32   | 39   | 35.33   |
| 5   | Boca Juniors                | 38   | 30   | 37   | 35.00   |
| 6   | Atlanta Buenos Aires        | 36   | 32   | 27   | 31.67   |
| 7   | CA Vélez Sarsfield          | 34   | 26   | 33   | 31.00   |
| 8   | Argentinos Juniors          | 25   | 25   | 39   | 29.67   |
| 9   | Rosario Central             | 35   | 23   | 29   | 29.00   |
| 10  | CA Huracán                  | 27   | 30   | 28   | 28.33   |
| 11  | Chacarita Juniors           | 0    | 0    | 28   | 28.00   |
| 12  | Estudiantes La Plata        | 31   | 28   | 23   | 27.33   |
| 13  | Ferro Carril Oeste          | 0    | 33   | 19   | 26.00   |
| 14  | Gimnasia y Esgrima La Plata | 24   | 25   | 25   | 24.67   |
| 15  | Club Atlético Lanús         | 25   | 27   | 21   | 24.33   |
| 16  | Newell’s Old Boys           | 17   | 32   | 18   | 22.33   |

### Klasyfikacja strzelców bramek 1960
| Gole | Piłkarz         | Klub                        |
| ---- | --------------- | --------------------------- |
| 34   | José Sanfilippo | San Lorenzo de Almagro      |
| 21   | Osvaldo Carceo  | Argentinos Juniors          |
| 20   | Rubén Sosa      | Racing Club de Avellaneda   |
| 19   | Urbano Reynoso  | Gimnasia y Esgrima La Plata |
| 18   | Eugenio Callá   | CA Vélez Sarsfield          |